# Северо-восточные новоарамейские языки
Северо-восточные новоарамейские языки (СВНА, англ. Northeastern Neo-Aramaic, NENA) — группа близкородственных языков в составе арамейской ветви семитских языков, одна из четырёх группировок новоарамейских языков. До начала XX века были распространены в основном в центральном Курдистане, на стыке современных границ Турции, Ирана, Ирака и Сирии.
Долгое время эту группу рассматривали как один язык, или как диалектный пучок. Многочисленные современные исследования позволяют выделить несколько отдельных языков. Одним из ключевых параметров для различения отдельных идиомов этой группы является религиозная принадлежность их носителей, а именно различие между христианскими (ХА) и еврейскими (ЕА) языками и диалектами. При этом если на западе еврейские и христианские диалекты одного и того же населённого пункта достаточно близки между собой, далее к востоку и югу различия между ними значительно увеличиваются и во многих городах эти диалекты взаимонепонимаемы и относятся к разным языкам.
Среди носителей СВНЯ есть приверженцы иудаизма и христианства. Последние делятся на ассирийцев (или несториан, Ассирийская Церковь Востока), халдеев (халдео-католиков, Халдейская Католическая Церковь), яковитов (Сирийская Ортодоксальная Церковь) и сиро-католиков (Сирийская Католическая Церковь).
Можно выделить следующие языки:
- «Западный[1]» северо-восточный новоарамейский язык (феллихи) — на Мосульской равнине и в предгорьях в междуречье Тигра и Большого Заба; единственный СВНА язык, включающий как христианские, так и еврейские диалекты:
  - юго-западный ХА (феллихи, халдейско-арамейский, калдая, сурет; самоназв. — Kaldāyâ, Sōreth) — был распространён на юге современной провинции Ширнак (Турция, на границе с Ираком) и на Мосульской равнине (Ирак);
  - северо-западный ЕА (еврейский феллихи, заху; Lišānā Denî «наш язык», Lišānā Hôzāyē «язык евреев»; Zakho JNА) — был распространён на самом севере Ирака (Мосульская равнина) и в соседних районах Турции, в смешанных городах и деревнях Джизре (Гизра), Заху, Дахук, Арадин, Эль-Амадия, Атруш, Бентанур (Бетануре), Нерва и в чисто еврейских поселениях Шахия, Бараш и Чукурджа (Чал). Джизре и Чукурджа располагаются на территории Турции, остальные — Ирака. Около 8 тысяч носителей живут теперь в Израиле, все старше 50 лет.

Христианские северо-восточные новоарамейские языки:
- Урмийский ХА (восточный ХА) язык (самоназв. — Ātûrāyâ, Sûret) — западное побережье озера Урмия (Иран)
  - ассирийский литературный язык
- Северный ХА (северно-хаккарийский) язык — Турция: в северных и центральных частях провинции Хаккяри и на юге провинции Ван
- Центральный ХА (южно-хаккарийский, «аширетский») язык — Турция (юго-запад и восток провинции Хаккяри), Ирак (горы к северу от Мосульской равнины) и Иран (горы к западу от озера Урмия)
- Севернобохтанский язык (Hértevin; самоназв. — Sôreth) — провинция Сиирт: Артувин (Хертевин), Первари, Ачканис, Эрух и другие
- Эрбильский ХА язык (южный ХА, межзабский ХА; самоназв. — Sûrat) — между реками Большой и Малый Заб в Ираке (Эрбиль, Анкава, Шаклава, Рост, Армута, Кёй-Санджак)
- Южнокурдистанский ХА язык (юго-восточный ХА, сеная-слеманая; самоназв. — Senāya, Soray) — города Сенендедж (Иран) и Сулеймания (Ирак)

Еврейские северо-восточные новоарамейские языки:
- Барзанский ЕА (буджильский, барзани; Lišānîd Jānān; Barzani JNА, Bijili) — до сер. XX в. в Ираке среднем течении р. Большой Заб (деревни Буджиль, Барзан, Шахе, Санду и Нерим) возле г. Акра. Последний полноценный носитель умер в 1998, сейчас в Иерусалиме осталось около 20 полуносителей старше 70 лет, первый язык которых — иврит или курдский. Функционально язык является мёртвым.
- Эрбильский ЕА (еврейско-эрбильский, юго-западный ЕА, межзабский ЕА; Lišānîd Nošān «язык нас самих», Lišānā Dîdān «наш язык», Galigalu «мой-твой», Hula’ula; Arbil JNА) — был распространён в Ираке, в районе города Эрбиль. Около 2 тысяч носителей теперь живут в Израиле. Взаимонепонимаем с местными новоарамейскими диалектами христиан, образующими эрбильский христианско-новоарамейский язык. 2 основных группы диалектов:
  - западная — в городах и деревнях Добе (50 км к северу от Эрбиля), Батас, Равандуз, Рост (Рустака), Шаклава, Авена, Гирдмала и Алтынкёпрю;
  - восточная — в городах Кей-Санджак, Рания и Каладиза.
- Урмийский ЕА (северо-восточный ЕА, ЕА Иранского Азербайджана; Lišān Didān, Lišānān «наш язык», Lišānid Naš Didān «язык нас самих», Laxloxi «тебе (ж.рода)-тебе (м.рода)», Galihalu «мой-твой»; Persian Azerbaijani JNА) — был распространён в Иранском Азербайджане, в районе озера Урмия. Около 4 тысяч носителей живут теперь в Израиле. Взаимонепонимаем с урмийским христианско-арамейским. 2 основных группы диалектов:
  - северная — в районе городов Сельмас и Урмия (Иран) и Башкале и Юксекова (Турция);
  - южная — в городах Мехабад, Ошневие (Шино), Негеде (Солдуз), Миандоаб и Сердешт.
- Южнокурдистанский ЕА (юго-восточный ЕА, хулау́ла; Hûla'ûlā «еврейский», Lišānā Nošān, Lišānā Axni «наш язык», Galiglu «мой-твой»; Persian Kurdistani JNА) — до сер. XX в. в Иране в останах Курдистан (гг. Сенендедж (Сенна), Камьяран, Бане, Биджар, Пиртадж и Секкез), Керманшах (гг. Керенд, Касре-Ширин, Карах-Хасан и Кенгавер) и Западный Азербайджан (Бокан, Текаб и Саиндеж/Саинкала) и в иракских городах Сулеймания, Панджвин, Халабджа и Ханакин. Около 10 тысяч в Израиле, немного в США, в Иране остались единицы. Взаимонепонимаем с христианским арамейским языком городов Сенендедж и Сулеймания.

Носители христианских диалектов жили, как правило, в компактно расположенных небольших селениях, где они составляли большинство населения. Носители еврейских диалектов, как правило, проживали в далеко отстоящих друг от друга городах или деревнях, составляя там меньшинство населения.